# 선쥔루

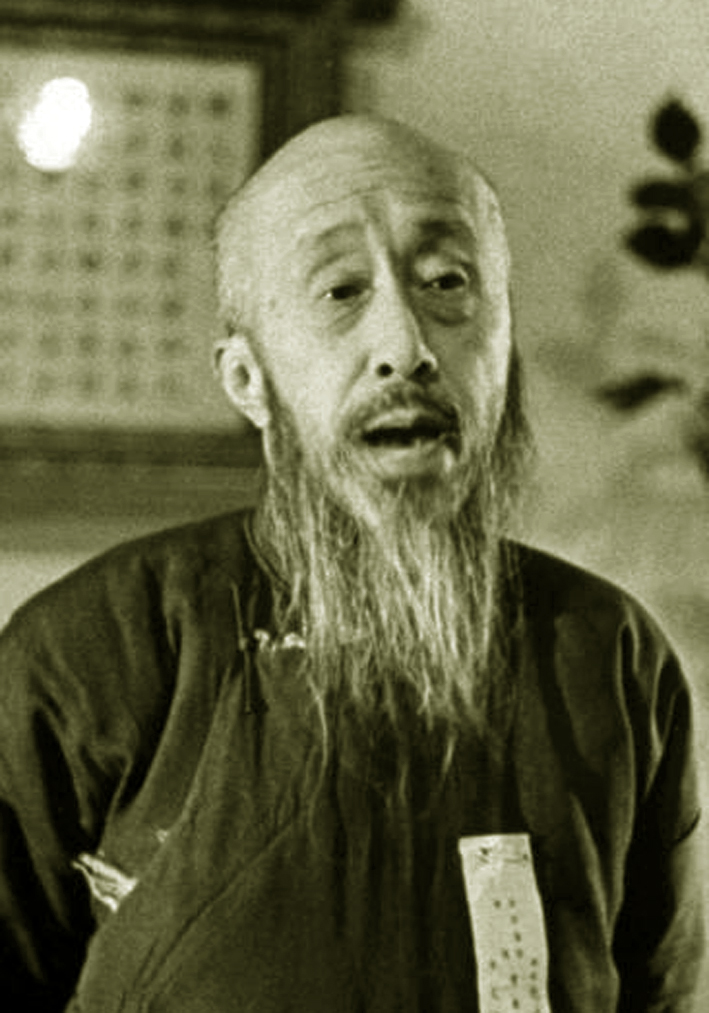
선쥔루

선쥔루(중국어: 沈鈞儒, 병음: shěn jūn rú, 1875년 1월 2일 ~ 1963년 6월 11일)는 중화인민공화국의 정치인이다. 청나라, 중화민국, 중화인민공화국 세 시기에 걸쳐 관직을 역임하였다. 저장성 가흥(浙江省 嘉興) 출신으로 자는 병보(秉甫), 호는 형산(衡山)이다.

## 생애

### 청조 말기
- 1904년(광서제 30년) 진사에 급제하여 1905년 일본 명문 사립 대학 호세이 대학(法政大學, 법정대학)에 유학하였다. 1907년 청나라로 돌아와 1909년 저장성 자의국 부의장(浙江省 諮議局 副議長, 저장성 지방의회 부의장)이 되었다.

- 1911년 신해혁명이 일어났을 때, 절강도독부 경찰국 국장(浙江都督府 警察局 局长, 저장성 경찰청장), 절강성 교육국 국장(浙江省 教育局 局长, 저장성 교육청 교육감)을 지냈다.

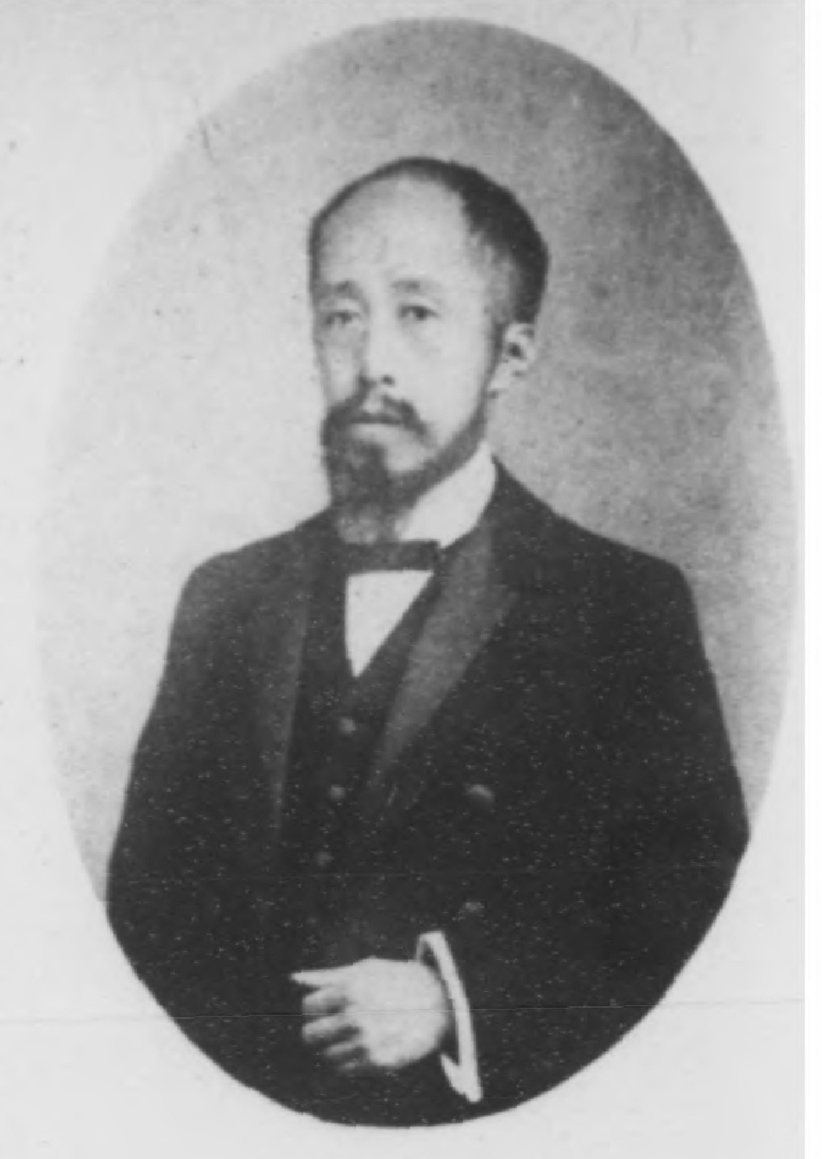
중화민국 시기의 선쥔루

### 중화민국 시기
- 1912년 중국동맹회(中國同盟會, 중국 국민당의 전신)에 가입하였다.

- 1922년 중화민국 북경정부 참의원 비서장(北京政府 參議院 秘書長, 중화민국 북경정부 상원의회 비서실장 겸 사무총장)을 지내고, 1926년 장제스(蔣介石)가 이끄는 중국 국민당 북벌군이 저장성을 함락시키고 임시정부를 세우자, 저장성 임시정부 정무위원 겸 비서장(浙江省 临时政府 政务委員 兼 秘書長, 저장성 임시정부 국무위원 겸 비서실장)이 되었다.

- 1927년 상해법과대학 교무장(上海法科大学 敎務長, 상해법과대학 총장)[1]이 되었고, 4·12 사건(四一二 政变, 4·12 정변) 이후 통공(通共) 혐의로 한때 구금되었다가 석방 후 변호사로 활동하였다.

- 1933년 중국민권보장동맹(中國民權保障同盟)에 가입하였다.

- 1935년 상해문화계 구국회(上海文化界 救國会)를 조직하고, 1936년 전국 각계 구국연합회(全國 各界 救國聯合会)를 결성하였다. 같은해 11월, 칠군자 사건(七君子 事件)으로 국민당 정부에 체포되어 유명한 칠군자(七君子) 중 한 사람이 되었다.

- 1937년 중일 전쟁 발발 후 풀려나, 1939년 통일건국동지회(统一國同志會)를 결성하고 1941년 황염배(黄炎培) 등과 중국민주정단동맹(中國民主政團同盟)을 발족하였다.

- 1944년 중국민주정단동맹이 중국민주동맹(中國民主同盟)으로 개칭되고, 중앙상무위원(中央常務委員)으로 선출되었다.

- 1945년 중일전쟁이 끝나고, 중국인민구국회 주석(中國人民救國会 主席)을 맡았다.

- 1946년 중국민주동맹 대표(민맹 좌파)의 하나로 충칭에서 열린 중국정치협상회의(中國政治協商會議)에 참가하였다.

- 1947년 중국 국민당 정부는 국공내전에 반대하던 중국민주동맹을 해산시켰고, 민주동맹은 1948년 홍콩에서 열린 민주동맹 1기 3중전회에서 중국 공산당과 연립 정부를 설립할 것이라고 성명하였다.

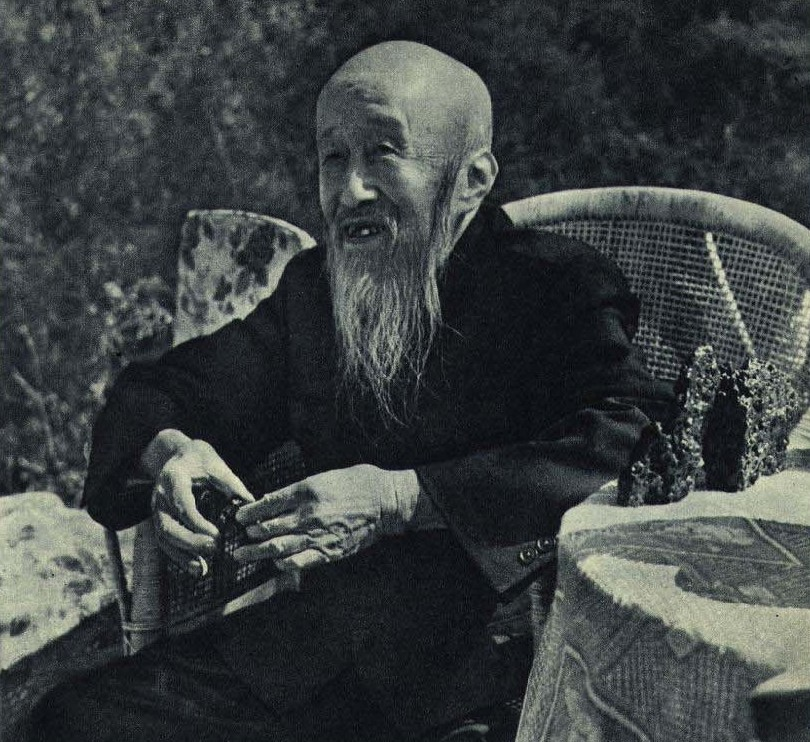
중화인민공화국 시기 말년의 선쥔루(1962년)

### 중국공산당 시기
- 1949년 중국인민정치협상회의(中國人民政治協商會議) 제1기 전체회의에 참석하여 중앙인민정부위원(中央人民政府委員)에 당선되었다.

- 1949년 ~ 1954년 초대 중화인민공화국 최고인민법원 원장(最高人民法院 院長, 대법원장)을 역임하였다.

- 1949년 ~ 1954년 제1기 중국인민정치협상회의 전국위원회 부주석(中國人民政治協商會議 全國委員會 副主席, 정협 전국위원회 부의장)을 역임하였다.

- 1954년 ~ 1959년 제2기 중국인민정치협상회의 전국위원회 부주석(中國人民政治協商會議 全國委員會 副主席, 정협 전국위원회 부의장)을 역임하였다.

- 1959년 ~ 1963년 제3기 중국인민정치협상회의 전국위원회 부주석(中國人民政治協商會議 全國委員會 副主席, 정협 전국위원회 부의장)을 역임하였다.

- 1949년 ~ 1955년 제1기 중국민주동맹 중앙 부주석(中國民主同盟 中央 副主席)을 역임하였다.

- 1955년 ~ 1960년 제2기 중국민주동맹 중앙 주석(中國民主同盟 中央 主席)을 역임하였다.

- 1960년 ~ 1963년 제3기 중국민주동맹 중앙 주석(中國民主同盟 中央 主席)을 역임하였다.

- 1954년 ~ 1959년 제1기 전국인민대표대회 상무위원회 부위원장(全國人民代表大會 常務委員會 副委員長, 국회 부의장)을 역임하였다.

- 1959년 ~ 1963년 제2기 전국인민대표대회 상무위원회 부위원장(全國人民代表大會 常務委員會 副委員長, 국회 부의장)을 역임하였다.[2]

- 중국정치법률학회 부회장(中國政治法律學會 副會長)을 역임하였다.

## 선쥔루 고택과 기념관
가흥(嘉興)에는 선쥔루의 집터가 있는데, 1993년 저장성(浙江省) 문화재 보호 단위로 지정되었으며, 선쥔루 기념관(沈鈞儒 記念館)이 건립되어 있다.

## 형산공원(衡山公園)과 선쥔루 동상
형산공원(衡山公園)은 중국 상하이 쑤후이구에 있는 공원으로 공원 중앙에 넓은 잔디밭과 루 동상이 있으며, 높은 교목과 잔디, 관목, 화훼 등이 있다. 수령 100년의 녹나무 세 그루가 있는데 두 그루는 정문 서쪽에, 한 그루는 공원 동쪽에 있다. 꽃길을 따라 세 개 계단을 올라가면 3m 높이의 평면이 고르지 않은 거대한 화강암이 있다.— 두산백과 헝산공원<衡山公園(형산공원)>

형산공원(衡山公園)은 선쥔루의 호 형산(衡山)을 따서 이름지어진 공원이다.